# Тайсуке Акиоши
Тайсуке Акиоши (на японски: 秋吉 泰佑) е японски футболист, полузащитник, състезател на ПФК Славия (София), първият играч от „Страната на изгряващото слънце“ играл в българското футболно първенство.
Роден на 18 април 1989 г. в Кумамото, Япония.
Започва кариерата си във ФК Албирекс Ниигата (Сингапур) през 2008 г., като играе 2 сезона за клуба.
На 18 февруари 2012 г., след като преминава успешен пробен период Акиоши подписва договор за две и половина години със столичния Славия (София).
Прави своя дебют в родното първенство на 11 март 2012 година, в мача между Славия и ПФК Миньор (Перник), завършил 2-1 за Славия.
Първото си попадение за клуба отбелязва на 7 април 2012 година, изравнявайки резултата в мача с Калиакра (Каварна), спечелена от Славия с 1-2.